# Dušan Trančík
 Dušan Trančík (* 26. November 1946 in Bratislava, Tschechoslowakei) ist ein slowakischer Regisseur und Drehbuchautor.

## Leben
Dušan Trančík trat seit Ende der 1960er Jahre zunächst mit unkonventionellen Kurzfilmen in Erscheinung. In den 1970er und 1980er Jahren zählte er zu den bekanntesten slowakischen Dokumentarfilmern.
Sein Film Ked hviezdy boli cervené lief bei der Berlinale 1991 im Wettbewerb.

## Filmografie (Auswahl)
Regie
- 1987: Der große und der kleine Klaus
- 1989: Sieben auf einen Streich
- 1991: Ked hviezdy boli cervené (Als die Sterne noch rot waren)

Drehbuch
- 1987: Der große und der kleine Klaus
- 1989: Sieben auf einen Streich